# Stazione di Kuragano
La stazione di Kuragano (倉賀野駅?, Kuragano-eki) è una stazione ferroviaria situata nella città di Takasaki, nella prefettura di Gunma in Giappone, ed è servita dalle linee Shōnan-Shinjuku, Hachikō e Takasaki della JR East.

## Linee
La stazione di Kuragano è una stazione della linea Takasaki e si trova a 70,3 km dal punto di partenza della linea a Ōmiya. È anche una stazione della linea Hachikō, situata a 92,0 km dal punto di partenza della sezione settentrionale non elettrificata della linea a Komagawa. Anche i treni della linea Shōnan-Shinjuku fermano in questa stazione, utilizzando gli stessi binari e piattaforme della linea Takasaki.
 East Japan Railway Company
■ Linea Takasaki
■ Linea Shōnan-Shinjuku
■ Linea Hachikō

## Layout della stazione
La stazione è composta da due binari a isola collegati all'edificio della stazione da una passerella. La stazione dispone di una biglietteria Midori no Madoguchi.

## Struttura
La stazione è dotata di un marciapiede a isola e di uno laterale con tre binari in superficie.
| 1 | ■ Linea Takasaki        | per Takasaki, Maebashi e Minakami                        |
| 1 | ■ Linea Hachikō         | per Takasaki                                             |
| 2 | Binario non utilizzato  | -                                                        |
| 3 | ■ Linea Takasaki        | per Kumagaya, Ōmiya, Urawa e Ueno                        |
| 3 | ■ Linea Shōnan-Shinjuku | per Kumagaya, Ōmiya, Shinjuku, Yokohama, Ōfuna e Odawara |
| 4 | Binario non utilizzato  | -                                                        |

## Stazioni adiacenti
| «                     | Servizio              | »                     |
| Linea Takasaki        | Linea Takasaki        | Linea Takasaki        |
| Linea Shōnan-Shinjuku | Linea Shōnan-Shinjuku | Linea Shōnan-Shinjuku |
| --------------------- | --------------------- | --------------------- |
| Shinmachi             | Tutti i treni         | Takasaki              |
| Linea Hachikō         |                       |                       |
| Kita-Fujioka          | Tutti i treni         | Takasaki              |

## Intorno alla stazione
- Kofun di Sengenyama (浅間山古墳)
- Kofun di Ōtsurumaki (大鶴巻古墳)
- Foresta di Gunma (群馬の森, distanza di 5 km)

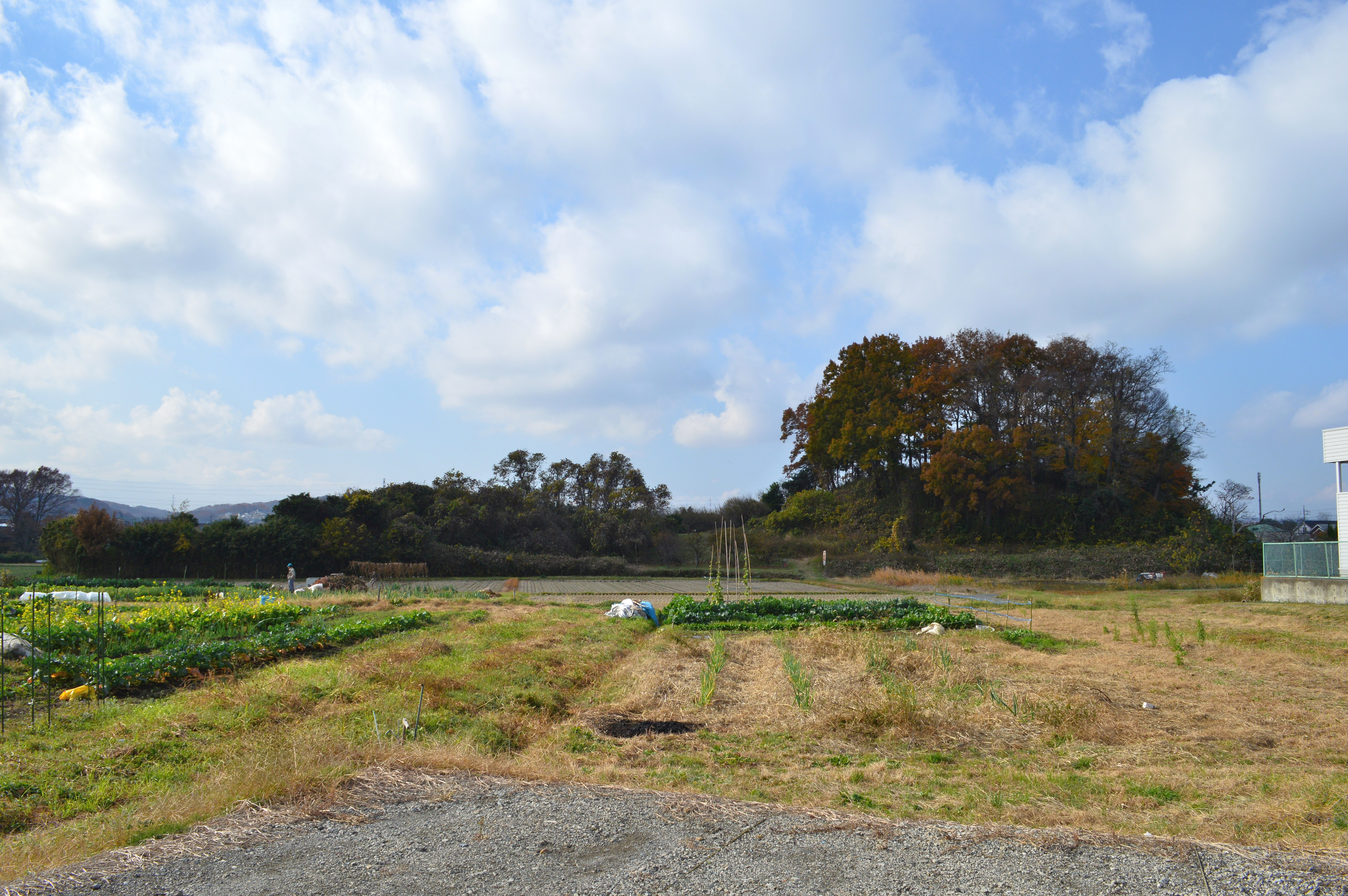
Kofun di Sengenyama
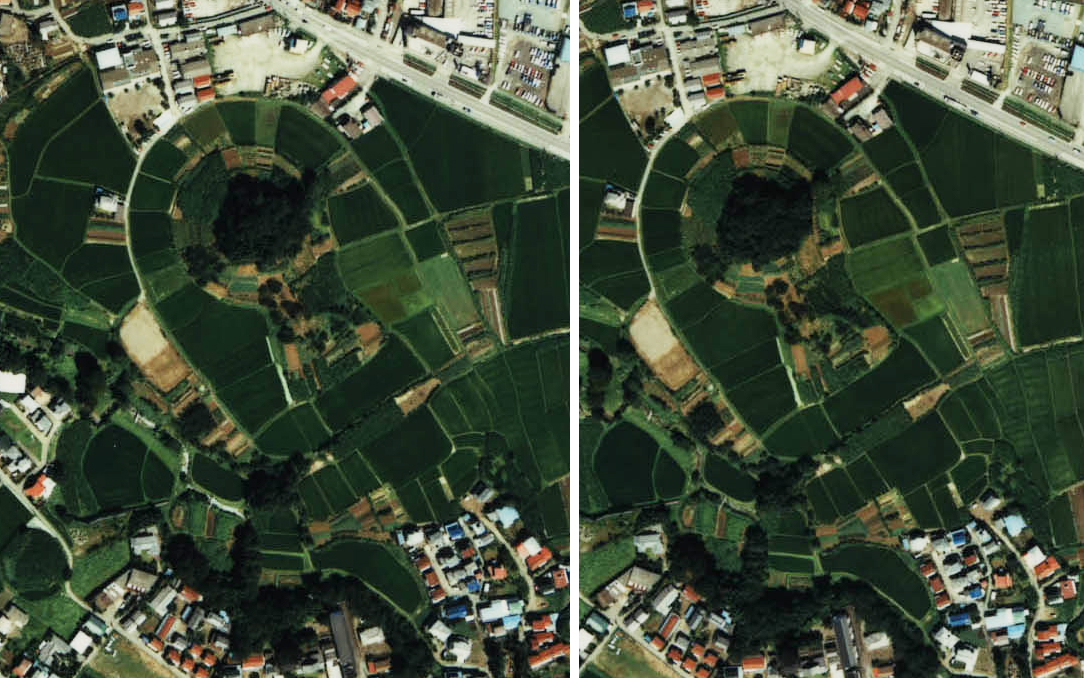
Kofun di Sengenyama
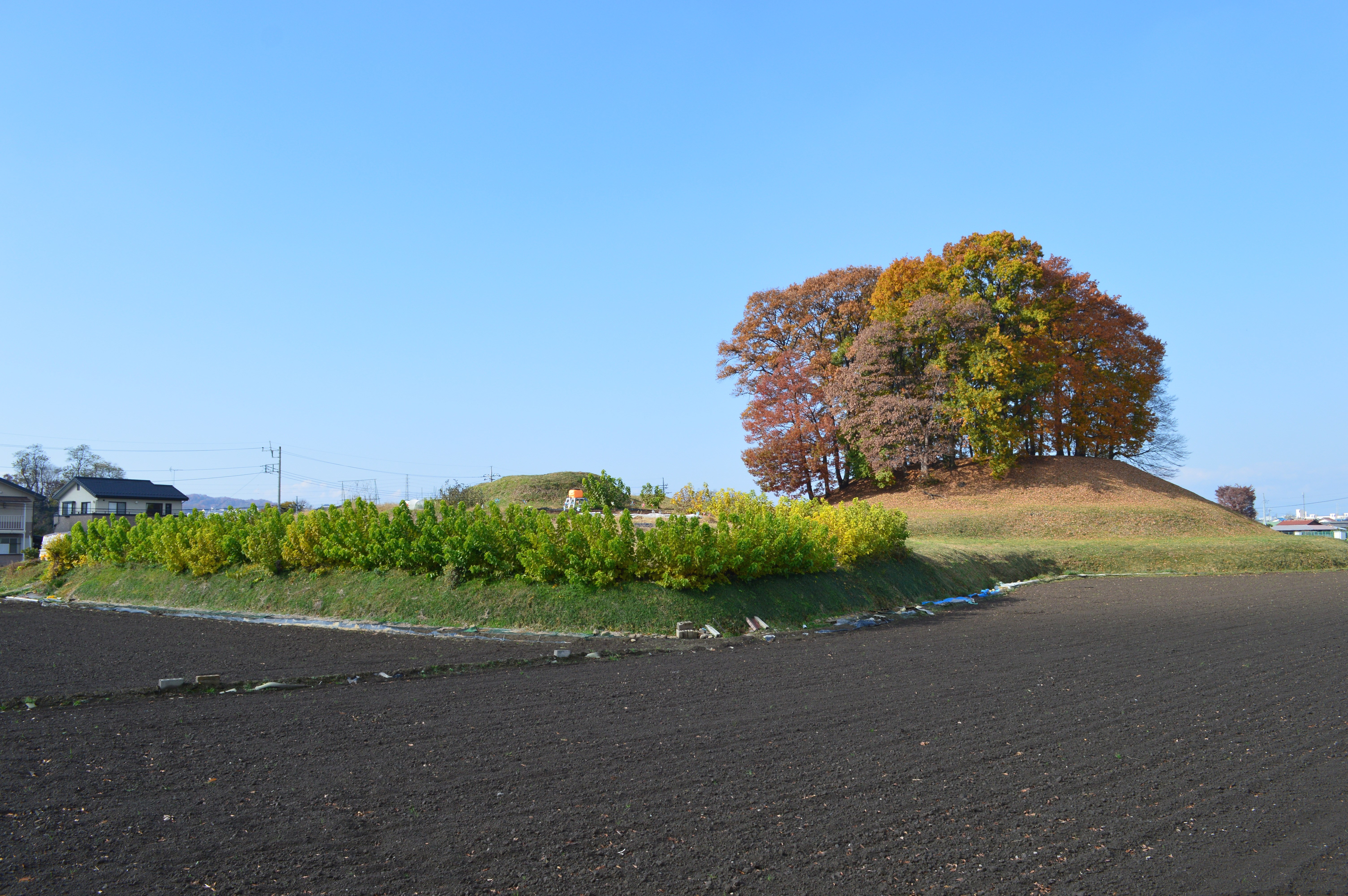
Kofun di Ōtsurumaki
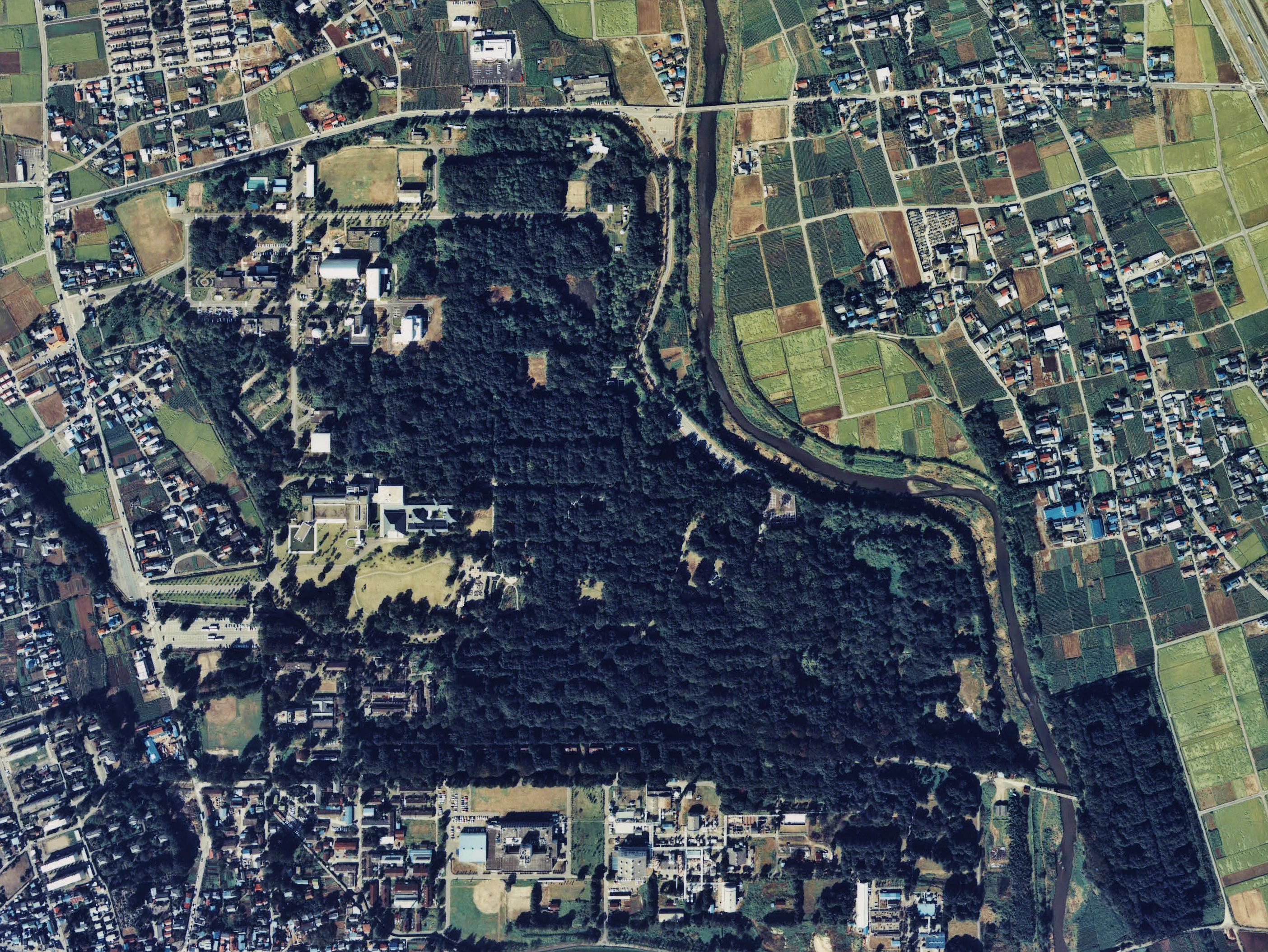
Foresta di Gunma
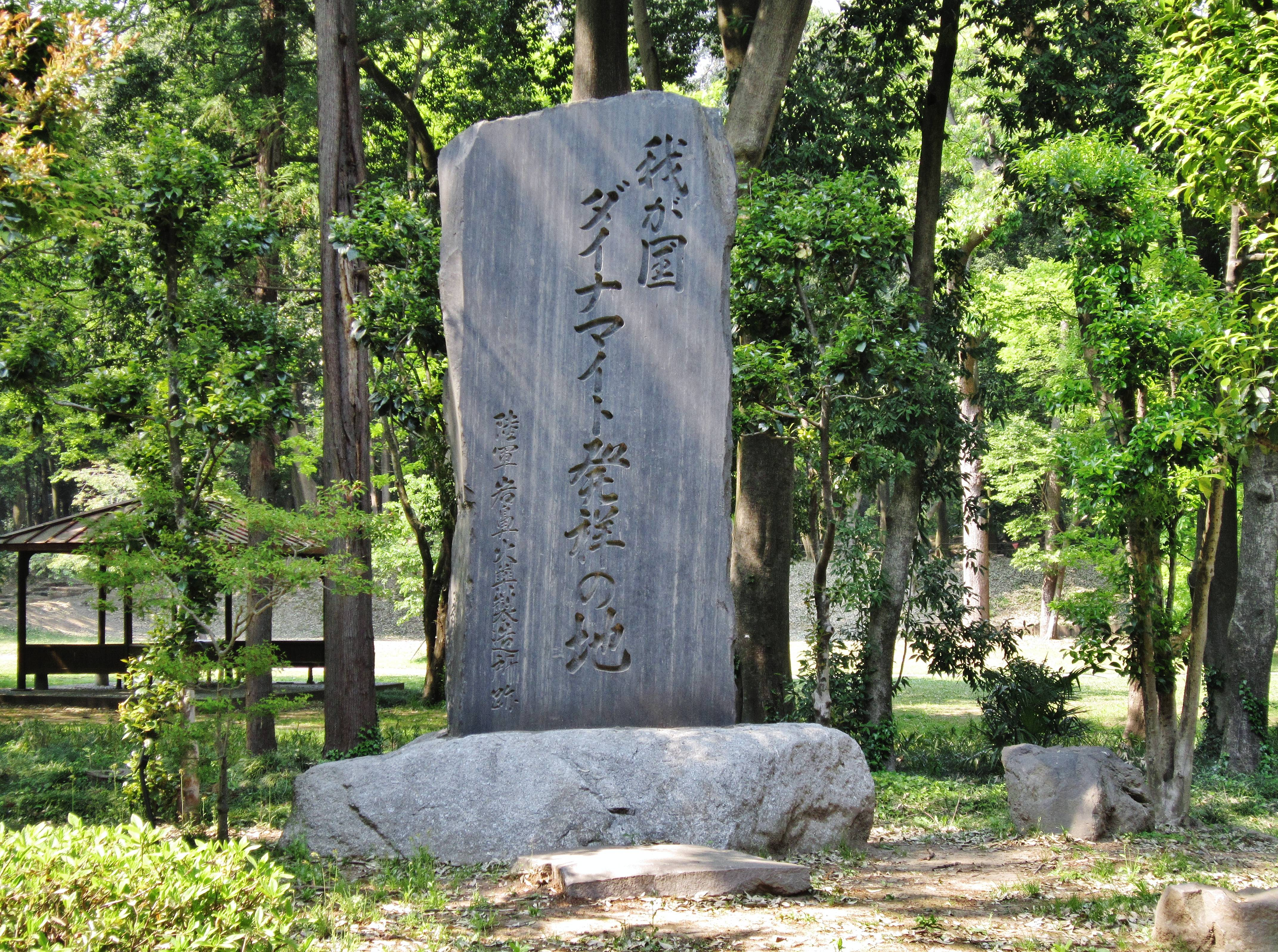
Foresta di Gunma
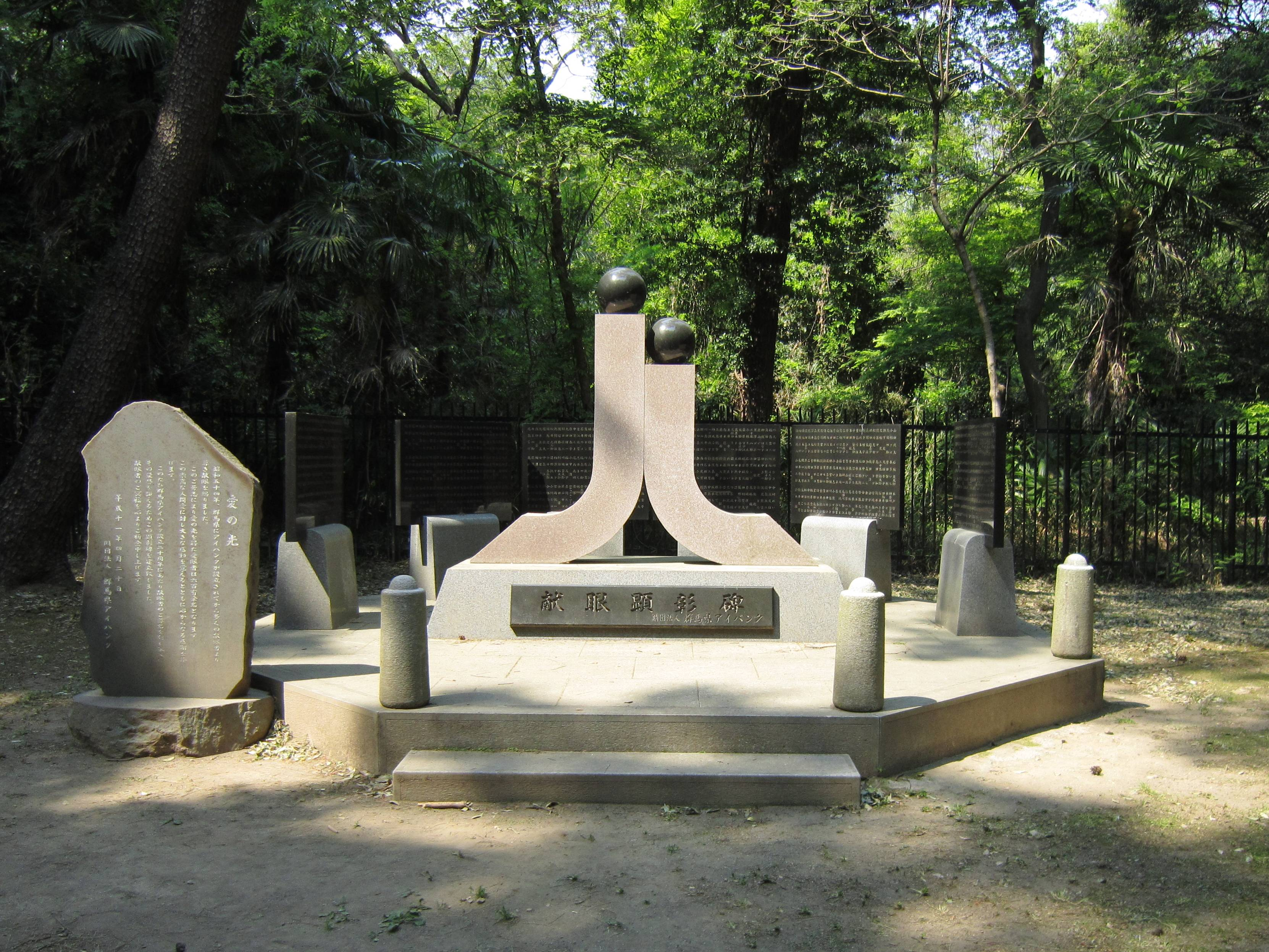
Foresta di Gunma
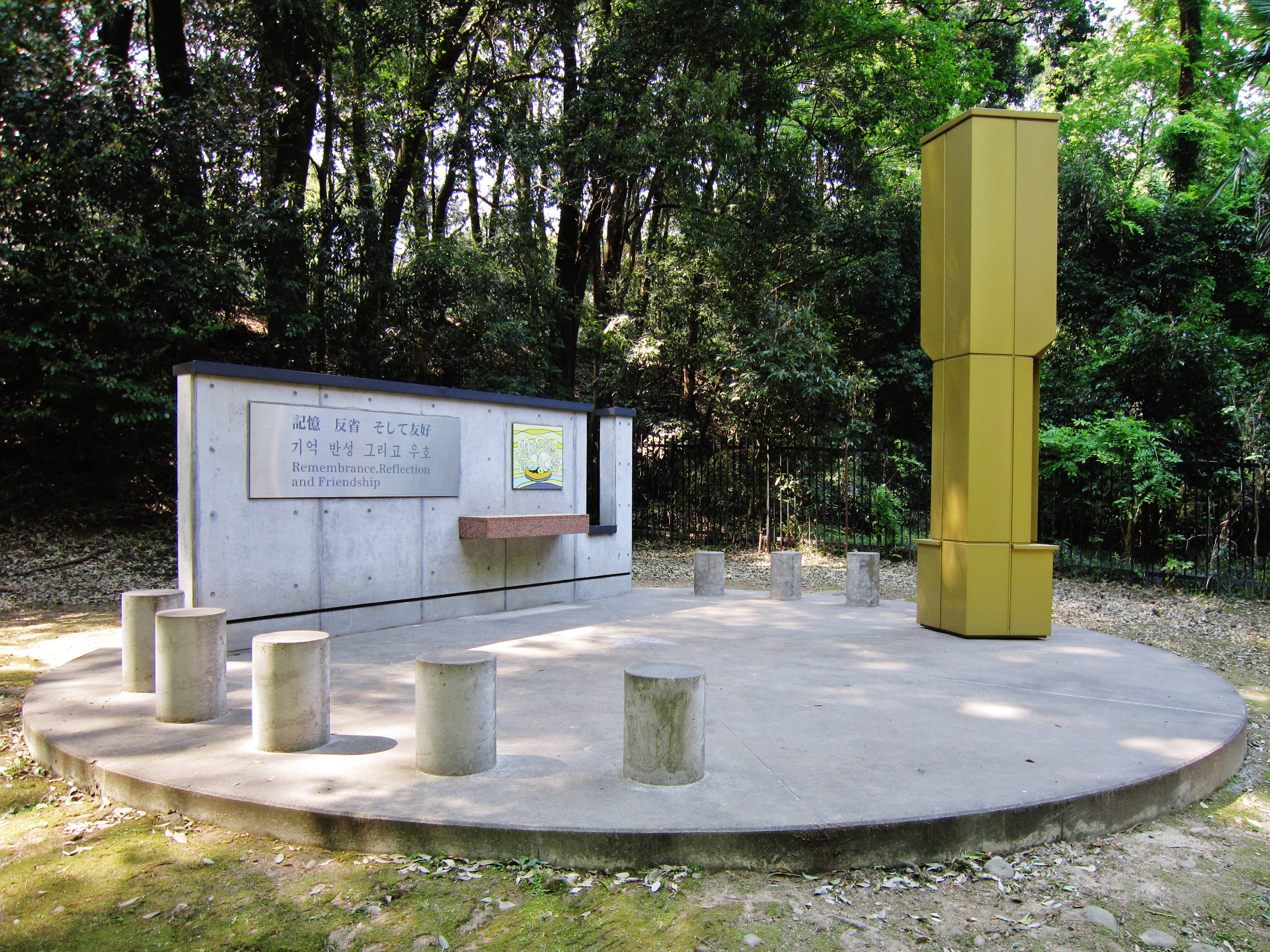
Foresta di Gunma